# Pantoporia sura
Pantoporia sura är en fjärilsart som beskrevs av Corbet 1942. Pantoporia sura ingår i släktet Pantoporia och familjen praktfjärilar. Inga underarter finns listade i Catalogue of Life.